# Corneli Lèntul Cruscel·lió
Corneli Lèntul Cruscel·lió (en llatí: Cornelius Lentulus Cruscellio; tal vegada Lucius) va ser un magistrat romà del segle i aC. Era membre de la família dels Lèntuls, una família d'origen patrici, i probablement era fill de Luci Corneli Lèntul Crus.
Va ser un dels molts proscrits pels triumvirs l'any 43 aC, però va poder fugir i es va unir al Sext Pompeu, que dominava l'illa de Sicília. Allí es va retrobar amb la seva dona Sulpícia, tot i l'oposició de la mare de Sulpícia, Júlia. Pompeu el va nomenar legat per l'any següent.
Sembla que podria ser el mateix que va exercir de pretor amb posterioritat al tractat de Misè (en) (39 aC). D'altra banda, Münzer l'identifica amb el Corneli Lèntul que rebutjà una província el 44 aC, altrament Luci Corneli Lèntul, cònsol el 38 aC. Broughton creu que, efectivament, el Luci Corneli Lèntul que va ser cònsol el 38 aC era Lèntul Cruscel·lió.